# Casa Salom
Casa Salom è un edificio veneziano sito nel sestiere di San Marco ed affacciato sul Canal Grande tra Palazzo Corner Spinelli e Palazzo Barocci. L'edificio, caratterizzato da una facciata oblunga, presenta varie monofore con archi a tutto sesto. A destra dell'edificio si sviluppa un ulteriore palazzetto di soli tre piani recante dei loggiati chiusi con vetrate all'ultimo piano.